# Paschalīs Staikos
Paschalīs Staikos (in greco Πασχάλης Στάικος?; Drama, 8 febbraio 1996) è un calciatore greco, centrocampista del Larissa.

## Carriera

### Club
Ha giocato nella prima divisione greca.

### Nazionale
Ha giocato nelle nazionali giovanili greche Under-17, Under-19 ed Under-21.

## Palmarès

### Club

#### Competizioni nazionali
- Souper Ligka Ellada 2: 1

Panserraïkos: 2022-2023 (girone A)